# Charles Perrault
Charles Perrault (París, 12 de gener de 1628 - París, 16 de maig de 1703), escriptor francès, membre de l'Acadèmia Francesa des de 1641, fou autor dels cèlebres Contes de ma mère l'Oye (1697), que van esdevenir clàssics i que influïren els germans Grimm i d'altres.

## Biografia
El seu pare, Pierre Perrault, advocat, tots els fills del qual foren homes distingits per alguna cosa. Claude, el segon, fou físic i arquitecte autodidacta que participà en la construcció de la columnata del Louvre.
Charles va començar a estudiar literatura al Collège de Beauvais, fins que decidí barallar-se amb els seus mestres i li fou permès encarregar-se ell mateix dels seus propis estudis i manera d'estudiar. Obtingué el seu títol de llicenciat en dret a Orleans el 1651, i fou quasi immediatament cridat de París on, així i tot, practicà per un breu període. El 1654 el seu germà fou nomenat intendent en cap de les construccions reials i feu de Charles Perrault el seu secretari. Començà a guanyar reputació literària devers el 1660 amb alguns versos lleugers i poesies amoroses i dedicà la resta de la seva vida a la promoció de l'estudi de la literatura i les arts.
Després de prop de deu anys d'aquella ocupació, el 1663, fou elegit per Colbert com a secretari per assistir-lo i aconsellar-lo en matèria d'arts i ciències, sense oblidar la literatura. Fou director general del departament d'obres públiques, membre de la comissió que més tard es convertí en l'Académie des Inscriptions, i el 1671 fou admés a l'Acadèmia Francesa.
Perrault justificà la seva elecció de distintes maneres. Una fou l'ordenada organització dels assumptes financers de l'Acadèmia, l'altra la suggestió del costum del manteniment de les sessions públiques per la recepció de candidats. La mort de Colbert el 1683 posà un punt final a la carrera oficial de Perrault i es lliurà plenament a la literatura i a la polèmica. Començà el 1686 amb una epopeia en sis cants: "Saint Paulin, bisbe de Nole", amb una epístola cristiana sobre la penitencia i una oda als nous conversos, en el rerefons de la qual es trobava la qüestió de si es podia fer art de la religió, cosa que ell contestava afirmativament. El 1687 publicà el poema "L'era de Lluís el Gran". Aquest poema tracta la famosa disputa entre els antics i els moderns, ja que en ell es compara el rei Lluís XIV amb l'emperador August. Perrault defensava els moderns, que pensaven que la literatura evolucionava com el progressos de les civilitzacions i que, per tant, la literatura antiga era inevitablement més tosca i bàrbara que la moderna. Autors tan moderns com Molière es consideren per sobre el clàssics grecs i romans. Perrault tenia idees i voluntat pròpia i publicà la Parallèle des anciens et des modernes (4 vols, 1688-97). La controvèrsia que seguí passà a Anglaterra i tornà a França en temps de Antoine Houdar de la Motte i Fénelon. Autors com Boileau es posaren de l'altre costat però i tot i que es reconciliaren públicament el 1694 ell es mantingué ferm i escrigué el quart tom. Finalment el 1697 Perrault publicà "Els homes il·lustres sorgits a França en aquest segle amb els seus retrats al natural". La seva postura fou una fita en la finalment exitosa revolta contra la tradició prevalent.
No se sap què empenyé Perrault a la composició dels únics treballs pels quals és encara llegit. El primer dels contes de Perrault, Grisélidis, escrit en vers, aparegué el 1691, i fou reimprès el 1694 juntament amb altres dos relats amb el títol de "Griselda i Els desitjos ridículs més Pell d'ase".
Però Perrault no era poeta, i el mèrit d'aquestes obres es veu superat pel dels contes, que el 1697 aparegueren publicats en un volum sota el títol general d'''Històries o contes del temps passat amb moralitats". Aquest tipus de contes de fades es coneixien també familiarment com "Contes de la mare Oca" i el llibre portava un dibuix i una inscripció a la portada que feia referència a aquest fet. Es tracta de contes que provenen de fonts diverses i tenen la tradició oral com a base. Destaca que en els seus contes hi acostuma a haver una lliçó, i el final de la història sempre és feliç, encara que en la versió oral no ho fos. Queda el dubte de si el llibre fou escrit per ell o pel seu fill.
Altres treballs foren les "Memòries" (assistit pel seu germà Claude) que donaren molta informació sobre Colbert; i "Els homes il·lustres sorgits a França en aquest segle i el seu retrat natural" (2 vols., 1696-1700), on sotmet els seus contemporanis a judici i aprofita per a tancar antigues ferides obertes.
Charles Perrault va morir el 16 de maig de 1703, a París.